# Banuelia Katesigwa
Banuelia Katesigwa (geborene Mrashani; * 14. November 1977 in Moshi) ist eine tansanische Langstreckenläuferin, die sich auf den Marathon spezialisiert hat.

## Persönliche Bestzeiten
- Marathon: Am 17. November 2002 gewann sie den Tokyo International Women’s Marathon mit der Zeit 2:24:59 h.[1]
- Halbmarathon: 1:11:57 h am 11. November 2001 in Frangerto, Italien[1]
- 10-Meilen-Lauf: 1:02:30 h am 28. Oktober 2007 in Portsmouth, England[1]
- 10-Kilometer-Lauf: 33:38 min am 22. Juli 2001 in Arusha, Tansania[1]

## Ergebnisse
Eine Auswahl ihrer Ergebnisse ist:
| Jahr | Ort           | Wettbewerb                          | Typ          | Rang | Zeit (h)  | Beleg |
| ---- | ------------- | ----------------------------------- | ------------ | ---- | --------- | ----- |
| 1996 | Arusha        | Mt Meru International               | Marathon     | 1    | 2:49:55   | [ 1 ] |
| 2000 | Arusha        | Mt Meru International               | Marathon     | 1    | 2:47:22   | [ 1 ] |
| 2001 | Moshi         | Kilimanjaro                         | Halbmarathon | 1    | 1:19:15   | [ 1 ] |
| 2001 | Mailand       |                                     | Marathon     | 4    | 2:33:15   | [ 2 ] |
| 2001 | Ponte D'Adige |                                     | Halbmarathon | 1    | 1:11:57   | [ 2 ] |
| 2002 | Prato         | Città di Prato                      | Halbmarathon | 1    | 1:10:55   | [ 1 ] |
| 2002 | Moshi         | Kilimanjaro                         | Halbmarathon | 1    | 1:16:07   | [ 1 ] |
| 2002 | Livigno       | Stralivigno                         | Halbmarathon | 2    | 1:21:03   | [ 1 ] |
| 2002 | Arezzo        | Città di Arezzo                     | Halbmarathon | 1    | 1:12:28   | [ 1 ] |
| 2002 | Tokio         |                                     | Marathon     | 1    | 2:24:59   | [ 2 ] |
| 2002 | Prato         |                                     | Halbmarathon | 1    | 1:10:55   | [ 2 ] |
| 2002 | Turin         |                                     | Marathon     | 2    | 2:29:51   | [ 2 ] |
| 2002 | Sapporo       | Sapporo Hokkaido Marathon           | Marathon     | 4    | 2:35:57   | [ 2 ] |
| 2003 | Paris         |                                     | Marathon     | 3    | 2:29:13   | [ 2 ] |
| 2003 | Paris         |                                     | Halbmarathon | 2    | 1:12:33   | [ 2 ] |
| 2003 | Frankreich    | Weltmeisterschaft                   | Marathon     | 49   | 2:40:45   | [ 3 ] |
| 2004 | Tempe, USA    | Tempe Rock 'n' Roll                 | Marathon     | 3    | 2:33:36   | [ 2 ] |
| 2004 | Tradate       | Due Comuni                          | Halbmarathon | 1    | 1:15:14   | [ 1 ] |
| 2005 | Mailand       |                                     | Marathon     | 4    | 2:38:50   | [ 1 ] |
| 2006 | Madrid        | Popular de Madrid                   | Marathon     | 1    | 2:34:54   | [ 3 ] |
| 2007 | Moshi         | Kilimanjaro                         | Marathon     | 1    | 2:42:10   | [ 1 ] |
| 2007 | Plymouth      |                                     | Halbmarathon | 2    | 1:18:27   | [ 1 ] |
| 2007 | Swansea       | Admiral Swansea Bay                 | 10-km-Lauf   | 3    | 0:35:05   | [ 1 ] |
| 2007 | Loch Ness     |                                     | Marathon     | 1    | 2:55:03   | [ 3 ] |
| 2008 | Moshi         | Kilimanjaro                         | Marathon     | 1    | 2:48:37   | [ 1 ] |
| 2008 | Plymouth      |                                     | Halbmarathon | 2    | 1:18:32   | [ 1 ] |
| 2008 | Nottingham    | Experian Robin Hood                 | Halbmarathon | 1    | 1:16:36   | [ 1 ] |
| 2008 | Loch Ness     |                                     | Marathon     | 1    | 2:51:23   | [ 3 ] |
| 2009 | Kigali        | Kigali International Peace Marathon | Marathon     | 1    | 2:47:49   | [ 1 ] |
| 2009 | Daressalam    | Tanzanian Championships             | 10-km-Lauf   | 1    | 0:33:41,5 | [ 1 ] |
| 2010 | Kampala       | Kampala UGA                         | Marathon     | 3    | 2:56:38   | [ 1 ] |
| 2011 | Moshi         | Kilimanjaro                         | Marathon     | 2    | 3:02:53   | [ 1 ] |
| 2012 | Kigali        | Kigali International Peace Marathon | Marathon     | 6    | 2:51;27   | [ 1 ] |
| 2015 | Kigali        | Kigali International Peace Marathon | Marathon     | 8    | 3:14:53   | [ 1 ] |
| 2017 | Moshi         | Kilimanjaro                         | Marathon     | 6    | 3:07:15   | [ 1 ] |
| 2017 | Hannover      |                                     | Marathon     | 6    | 2:59:33   | [ 1 ] |
| 2018 | Kampala       |                                     | Marathon     | 11   | 3:13:42   | [ 3 ] |